# St. Benno (Spremberg)

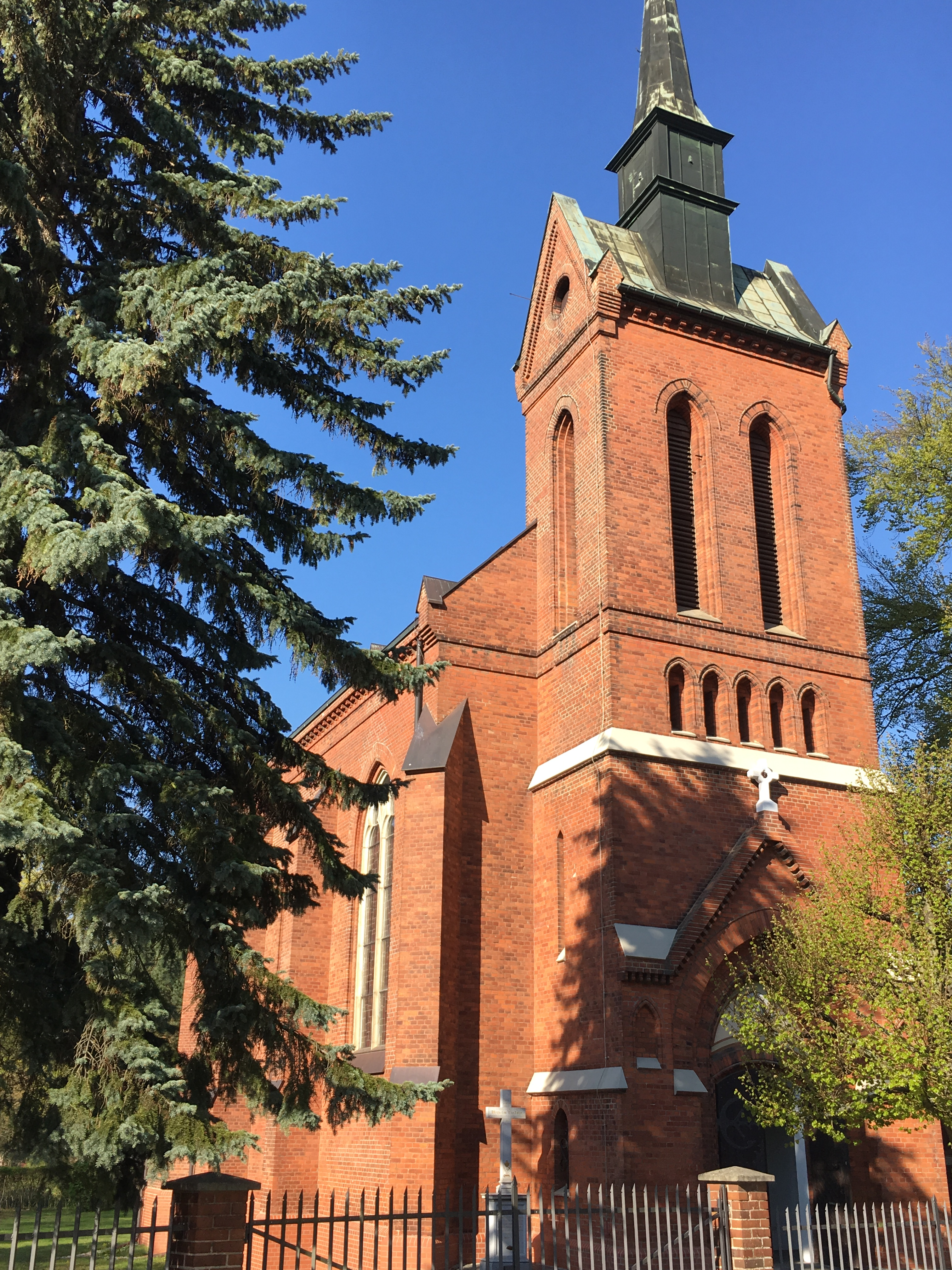
Katholische Kirche in Spremberg

St. Benno in der brandenburgischen Kleinstadt Spremberg ist die römisch-katholische Pfarrkirche der gleichnamigen Pfarrei im Bistum Görlitz. Der zugehörige Pfarrbezirk umfasst seit 2016 auch die Kirchorte Forst (Lausitz), Döbern, Schwarze Pumpe und Bloischdorf.

## Geschichte
Von der Christianisierung der Lausitz bis zur Einführung der Reformation in Spremberg war die Kreuzkirche die Pfarrkirche für die Christen der Stadt. Nach der konfessionellen Spaltung wurden keine katholischen Gottesdienste mehr in Spremberg abgehalten. Durch den Zuzug von Arbeitern aus katholisch geprägten Gebieten, vor allem infolge der Industrialisierung in der Tuch- und Glasindustrie, entstand im 19. Jahrhundert allmählich eine römisch-katholische Gemeinde. Ab 1856 fand für die katholischen Militärangehörigen der Spremberger Garnison sechsmal im Jahr ein Gottesdienst in der St.-Georg-Kapelle statt, der auch von den übrigen Katholiken besucht werden konnte. Nach der Verlegung der Garnison wurde keine Genehmigung mehr für weitere katholische Gottesdienste erteilt. Auf Betreiben des Neuzeller Pfarrers Florian Birnbach wurde 1868 durch den Breslauer Fürstbischof ein Missionspriester mit Sitz in Spremberg bestellt, nämlich Kaplan Wilhelm Lindner, der zuvor in Naumburg am Bober tätig gewesen war.
Um die beengten Verhältnisse des Gottesdienstraums und der Wohnung des Pfarrers zur Miete zu beenden, wurde 1870 von Lindner ein Grundstück an der Bergstraße in Spremberg erworben und, damit der Kauf notariell auf den Namen der Pfarrei vollzogen werden konnte, mit Urkunde vom 17. Juli 1870 die Pfarrei Spremberg durch den Breslauer Fürstbischof Heinrich Förster errichtet. Am 16. Dezember bestätigte der preußische König Wilhelm I. in Versailles die Errichtung der Pfarrei. Damit einhergehend wurde der Bau eines Pfarr- und Schulhauses an der Bergstraße auf den Weg gebracht und durch zahlreiche Geldgeber finanziert. Am 21. August 1871 wurde in dem neuen Pfarrhaus eine kleine Kapelle zu Ehren des heiligen Benno benediziert.
Nach dem Tod von Pfarrer Lindner 1877 gab es für ihn keinen Nachfolger. Dennoch wurde der Bau einer Kirche vorangetrieben und 1886 der Grundstein gelegt. Am 11. Mai 1887 wurde die neue Kirche auf das Patrozinium des heiligen Benno durch Pfarrer Jende von Neuzelle benediziert. Im gleichen Jahr wurde auch wieder ein Pfarrer für Spremberg berufen, Augustin Sauer. Das Gotteshaus wurde im Jahr 1897 und noch mehrfach danach, bis zur Regulierung der Spree durch den Bau der Talsperre Bautzen, aufgrund seiner Lage in der Spreeaue überflutet.
Unter Pfarrer Roman Adamski wurden 1942 eine neue Ausmalung und eine Umgestaltung des Hochaltars, der Fenster im Altarraum und später auch des Marienaltars vorgenommen. Eine tiefgreifende Neugestaltung erfolgte in den Jahren von 1984 bis 1987 durch Pfarrer Klaus Trzewik unter Bedingungen sozialistischer Mangelwirtschaft. Dabei wurde ein Großteil der ursprünglichen Ausstattung entfernt. 1987 erfolgte zum einhundertjährigen Bestehen der Kirche der Einbau einer neuen Orgel aus der Werkstatt Sauer. Im Jahr 2020 wurde der Innenraum nach Plänen des Cottbuser Architekten Thomas Woskowski neu gestaltet. Die Entwürfe für die neuen Fenster stammen von dem Brieselanger Glaskünstler Helge Warme, die Ausführung übernahm die Glaswerkstatt Andreas Walter aus Berlin. Von Helge Warme wurde außerdem die Gestaltung der Wandflächen an der Stirnwand zum Altarraum unter Einbeziehung der vorhandenen Bemalung aus dem Jahr 1944 entworfen und ausgeführt. Am 22. November 2020 konsekrierte Bischof Wolfgang Ipolt den neuen Altar, in dem eine Reliquie des heiligen Benno beigesetzt ist.

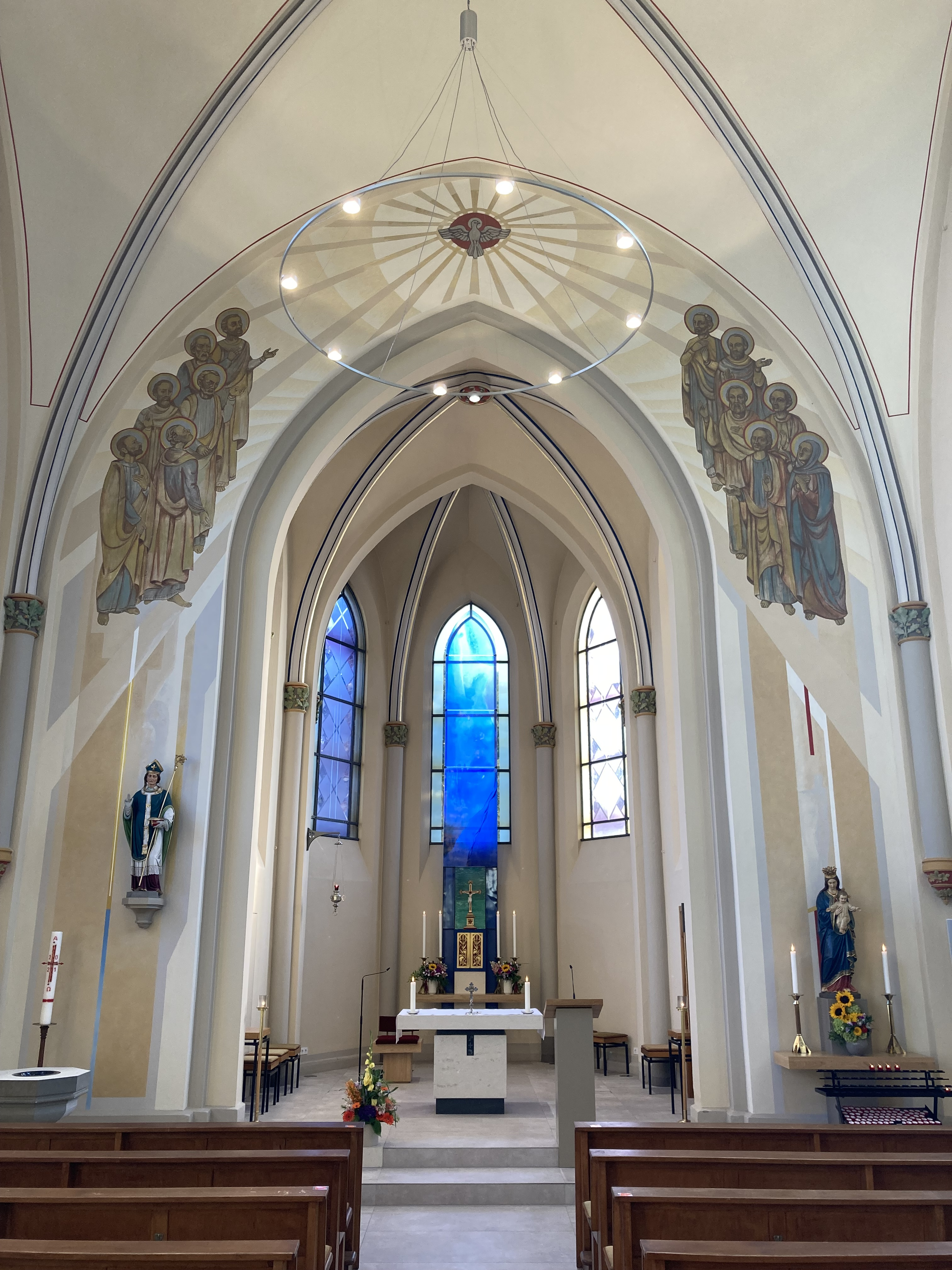
Innenansicht nach der Renovierung

## Baugestalt
Der schlichte Backsteinbau im neogotischen Stil mit einer straßenseitig ausgerichteten Eingangsfassade wird durch einen querrechteckigen Turm dominiert, der von einem Quersatteldach mit aufgesetztem Dachreiter abgeschlossen wird. Der Kirchenraum präsentiert sich als Saal mit drei gewölbten Jochen und eingezogenem Chor mit 3/6-Schluss.
Von der bauzeitlichen Ausstattung sind die Figur des Hl. Benno sowie der Hll. Johannes und Josef aus dem Hochaltar und der Tabernakel erhalten, außerdem die Bilder des Kreuzwegs und der Taufstein. Zur Ausstattung der Kirche gehören seit 2015 auch   zwei ursprünglich in der Bloischdorfer Kirche angebrachte spätmittelalterliche Altarflügel mit acht Heiligendarstellungen.

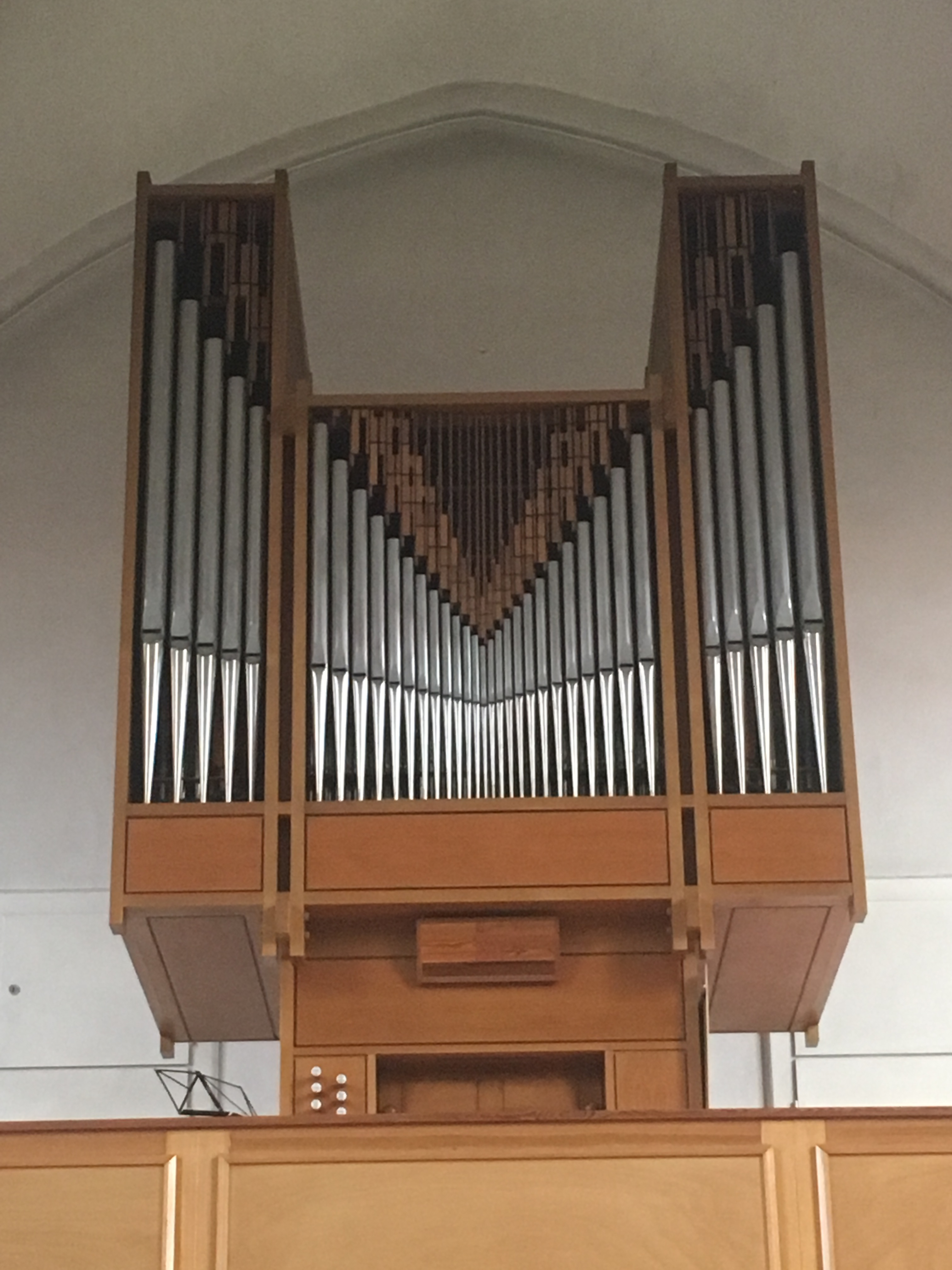
Orgel der katholischen Kirche in Spremberg

## Orgel
Die Firma W. Sauer Orgelbau aus Frankfurt/Oder baute im Jahr 1987 eine neue Orgel für St. Benno. Das Opus 2199 auf der Nordostempore war das Meisterstück von Jörg Dutschke. Im viereckigen Mittelfeld, das dieselbe Breite wie der Unterbau mit dem Spieltisch aufweist, sind die 25 Prospektpfeifen V-förmig aufgestellt. Es wird von zwei überhöhten hochrechteckigen Pfeifenflachfeldern flankiert, in denen jeweils fünf Pfeifen die Linienführung des Mittelfeldes fortsetzen. Die Disposition ist mit mehreren Aliquotregistern und gemischten Stimmen und wenigen grundtönigen Registern neobarock geprägt. Das vorderspielige Schleifladen-Instrument mit mechanischer Traktur verfügt über 13 klingende Register, die auf zwei Manuale und Pedal verteilt sind.
| I Hauptwerk C–g3 |    |
| Rohrflöte        | 8′ |
| Prinzipal        | 4′ |
| Waldflöte        | 2′ |
| Sesquialtera II  |    |
| Mixtur IV        |    |
| Tremulant        |    |

| II Brustwerk C–g3 |       |
| Holzgedackt       | 8′    |
| Blockflöte        | 4′    |
| Prinzipal         | 2′    |
| Sifflöte          | 1 ⁄3′ |
| Scharfzimbel III  |       |
| Tremulant         |       |

| Pedal C–g1 |     |
| Subbaß     | 16′ |
| Pommer     | 8′  |
| Posaune    | 8′  |

- Koppeln: II/I, I/P, II/P